# Liste der Monuments historiques in Hertzing
Die Liste der Monuments historiques in Hertzing führt die Monuments historiques in der französischen Gemeinde Hertzing auf.

## Liste der Objekte
| Bezeichnung                                    | Beschreibung                                                       | Standort                                  | Kennzeichnung | Schutzstatus | Datum | Bild |
| ---------------------------------------------- | ------------------------------------------------------------------ | ----------------------------------------- | ------------- | ------------ | ----- | ---- |
| Reliquienbüste des heiligen Antonius von Padua | Holz, farbig gefasst und vergoldet, Glas, 18. oder 19. Jahrhundert | in der Kirche St-Antoine-de-Padoue (Lage) | PM57000790    | Inscrit      | 2010  |      |